# Cy Coleman
Cy Coleman, all'anagrafe  Seymour Kaufman (New York, 14 giugno 1929 – New York, 18 novembre 2004), è stato un compositore, cantautore e pianista statunitense.

## Biografia
Nato a New York nel 1929 da genitori ebrei dell'Est Europa, fu un bambino prodigio della musica lavorando a Broadway già all'età di sei anni.
Oltre a intraprendere un'attività di pianista e compositore jazz, si approcciò alla musica pop. Il suo primo collaboratore fu Joseph Allen McCarthy, ma il maggior successo lo ottenne collaborando, seppur in modo turbolento, con Carolyn Leigh. Fu autore di brani come Witchcraft, singolo di Frank Sinatra del 1957, e The Best Is Yet to Come (1964).
Rimasto prolifico fino ala fine degli anni '70, collaborò con Michael Stewart, Betty Comden, Adolph Green, Dorothy Fields e altri. Negli anni '80 si dedicò soprattutto al teatro, producendo e componendo spettacoli e musical.
Tra i suoi crediti come autore di colonne sonore cinematografiche vi sono Il gran lupo chiama (1964), Cercando la Garbo (1984), Power - Potere (1986) e Sono affari di famiglia (1989).
Morì a causa di un arresto cardiaco nel novembre 2004.

## Musical
- Wildcat (1960)
- Little Me (1962)
- Sweet Charity (1966)
- Seesaw (1973)
- I Love My Wife (1977)
- On the Twentieth Century (1978)
- Barnum (1980)
- Welcome to the Club (1989)
- City of Angels (1989)
- The Will Rogers Follies (1991)
- The Life (1997)
- Exactly Like You (1999)

## Filmografia

### Compositore
- The Troublemaker, regia di Theodore J. Flicker (1964)
- Il gran lupo chiama (Father Goose), regia di Ralph Nelson (1964)
- L'arte di amare (The Art of Love), regia di Norman Jewison (1965)
- Sweet Charity - Una ragazza che voleva essere amata (Sweet Charity), regia di Bob Fosse (1969)
- Cercando la Garbo (Garbo Talks), regia di Sidney Lumet (1984)
- Power - Potere (Power), regia di Sidney Lumet (1986)
- Sono affari di famiglia (Family Business), regia di Sidney Lumet (1989)

## Riconoscimenti
- Tony Award
  - 1978 - Migliore colonna sonora originale per On the Twentieth Century
  - 1990 - Miglior musical per City of Angels
  - 1990 - Migliore colonna sonora originale per City of Angels
  - 1991 - Miglior musical per The Will Rogers Follies
  - 1991 - Migliore colonna sonora originale per The Will Rogers Follies
- Drama Desk Award
  - 1977 - Migliore musica per I Love My Wife
  - 1978 - Migliore musica per On the Twentieth Century
  - 1990 - Migliore musica per City of Angels
  - 1991 - Migliore musica per The Will Rogers Follies
  - 1997 - Migliore musical per The Life
  - 1997 - Migliore musica per The Life
- Emmy Award
  - 1975 - Outstanding Writing in a Comedy-Variety or Music Special per Shirley MacLaine: If They Could See Me Now
  - 1976 - Outstanding Special - Comedy-Variety or Music per Gypsy in My Soul
- Grammy Award
  - 1992 - Miglior album di un musical teatrale per The Will Rogers Follies

È inserito nella Songwriters Hall of Fame.